# Класична психофизика
Психофизика је грана психологије која квантитативно проучава везе између физичких стимулуса и њихове перцепције. Психофизика покрива све чулне органе, мада се већина истраживања бави чулом вида. Психофизика се обично дефинише као квантитативна грана проучавања перцепције, која испитује односе између посматраних стимулуса и одговора и разлоге за те односе.
Психофизику је основао немачки научник и филозоф Густав Теодор Фехнер. Он је сковао реч, развио основне методе, спровео сложене психофизичке експерименте и започео линију истраживања која и даље постоји у експерименталној психологији. Фехнерова књига Елементи психофизике (1860) може се посматрати као почетак не само психофизике, већ и експерименталне психологије.
Развој психофизике се може поделити на период класичне психофизике и период неопсихофизике.

## Класична психофизика
Психофизика квантитативно истражује однос између физичких дражи (стимулуса) и сензација и перцепцију на коју они утичу. Психофизика је описана као "научно проучавање односа између стимулуса и сензације" или, потпуније, као "анализа перцептивних процеса проучавањем ефекта на искуство или понашање субјекта систематског варирања својстава стимулуса дуж једног или више физичких димензија".
Психофизика се такође односи на општу класу метода које се могу применити за проучавање перцептивног система. Савремене апликације се у великој мери ослањају на мерење прагова, идеалну анализу посматрача и теорију детекције сигнала.

### Методе класичне психофизике
Психофизичке методе су поступци мерења осетљивости, засновани на Фехнеровом закону. Фехнер је систематизовао поступке мерења прагова, допунио их и развио, па су они отада у употреби под заједничким називом класичне психофизичке методе. Постоје три методе класичне психофизике. Метода репродукције, која је најједноставнија за мерење доњег прага, метода граница и метода константних дражи.

#### Метода репродукције
Метода репродукције (енг. method of adjustment/reproduction) јесте метода која је најједноставнија за мерење доњег прага. Испитаник пред собом има скалу на којој може да подеси интензитет стимулације. Стимулус, на пример звук или светло, се подешава на скали коју испитаник контролише. Приказани стимулус треба да буде таквог интензитета да га испитаник лако може опазити. Испитаник лагано помера скалу, смањујући интензитет стимулуса, док интензитет није толико низак да га више не може опазити. Ово је силазна серија.
Интензитет се затим подеси тако да га испитаник не може никако опазити. Испитаник сада помера скалу ка вишим интензитетима, док не почне да опажа стимулацију. Ово је узлазна серија. Парови силазних и узлазних серија се понове већи број пута и средња вредност тих мерења представља доњи праг. На пример, посматрачу се приказује стандардни визуелни стимулус специфичног интензитета и од њега се тражи да прилагоди стимулус тако да одговара осветљености стандарда.
Важна карактеристика ове методе јесте то што се праг може врло брзо измерити. Нажалост, ова метода није прецизна као доле наведене методе, али је у употреби тамо где је неопходна брзина при мерењу, на пример код мерења ефеката адаптације.

#### Метода граница
Метода граница (енг. method of limits) подразумева веома сличну процедуру, осим што се стимулација мења у финим интервалима, уместо континуирано. Експериментатор намести стимулацију на неки почетни ниво, а испитаник извештава да ли може или не може да детектује драж. Затим експериментатор снижава стимулацију, увек за исти износ, а испитаник извештава да ли може да опази стимулус. И овде се задаје једнак број силазних и узлазних серија. Просек свих мерења је доњи праг. Место промене, пре кога се никад не детектује драж, а после кога се увек детектује јесте доњи праг.
У експериментима се узлазно и силазно користе наизменично, а прагови се упросечавају. Могући недостатак ових метода је то што се субјект може навикнути да пријављује да опажа стимулус и може наставити на исти начин чак и изван прага (грешка навикавања). Насупрот томе, субјект такође може предвидети да ће стимулус постати детективан или неоткривен и може донети преурањену процену (грешка у предвиђању).

##### Квантни скок
Да би избегао ове потенцијалне замке, Георг фон Бекеши је 1960. увео поступак степеништа у својој студији слушне перцепције. У овој методи, звук почиње да се чује и постаје тиши након сваког одговора субјекта, све док испитаник не пријави да га чује. У том тренутку звук постаје све гласнији при сваком кораку, све док субјект не пријави да га чује, а затим се у корацима поново утишава. На овај начин, експериментатор је у стању да "уђе" у праг.

#### Метода учесталости
Метода учесталости (енг. method of constant stimuli) је најпоузданија, али и најсложенија метода. Њена велика предност се састоји у томе што се индикатори израчунавају из знатно већег броја података него у претходним методама, мада се тиме и трајање методе повећава. Назива се још и методом тачних и погрешних случајева и методом константних дражи.
Основни принципи овог поступка су следећи: користи се само неколико константних стимулуса са већим интервалом између суседних дражи. Ови стимулуси се излажу случајним редоследом, тако да испитаник не зна да ли ће следећа драж бити јача или слабија од претходне. У крајњем исходу све дражи се морају применити једнак број пута. Тиме се избегавају грешке инерције и антиципације.